# Bauko
Bauko is een gemeente in de Filipijnse provincie Mountain Province op het eiland Luzon. Bij de laatste census in 2007 had de gemeente ruim 29 duizend inwoners.

## Geografie

### Bestuurlijke indeling
Bauko is onderverdeeld in de volgende 22 barangays:
| - Abatan - Bagnen Oriente - Bagnen Proper - Balintaugan - Banao - Bila - Guinzadan Central - Guinzadan Norte - Guinzadan Sur - Lagawa - Leseb | - Mabaay - Mayag - Monamon Norte - Monamon Sur - Mount Data - Otucan Norte - Otucan Sur - Poblacion - Sadsadan - Sinto - Tapapan |

## Demografie
Bauko had bij de census van 2007 een inwoneraantal van 29.382 mensen. Dit zijn 1.653 mensen (6,0%) meer dan bij de vorige census van 2000. De gemiddelde jaarlijkse groei komt daarmee uit op 0,80%, hetgeen lager is dan het landelijk jaarlijks gemiddelde over deze periode (2,04%). Vergeleken met de census van 1995 is het aantal mensen met 5.140 (21,2%) toegenomen.

De bevolkingsdichtheid van Bauko was ten tijde van de laatste census, met 29.382 inwoners op 153 km², 192 mensen per km².